# Lista zabytków w Safi (Malta)
To jest lista zabytków w miejscowości Safi na Malcie, które są umieszczone na liście National Inventory of the Cultural Property of the Maltese Islands.

## Lista
| Nazwa zabytku                                  | Lokalizacja                                                 | Współrzędne                                   | Nr na liście NICPMI | Zdjęcie |
| ---------------------------------------------- | ----------------------------------------------------------- | --------------------------------------------- | ------------------- | ------- |
| Wieża Ta’ Ġawhar                               | Triq Ta’ Ġawhar                                             | 35°49′57,8″N 14°29′58,2″E/35,832722 14,499500 | 00021               |         |
| Ġonna tal-Kmand                                | Triq Ta’ Ġawhar                                             | 35°50′06,5″N 14°29′27,9″E/35,835131 14,491089 | 01209               |         |
| Kościół parafialny pw. Nawrócenia św. Pawła    | Misraħ il-Knisja                                            | 35°50′01,8″N 14°29′01,1″E/35,833843 14,483638 | 1883                |         |
| Statua św. Pawła                               | Misraħ il-Knisja                                            | 35°50′00,7″N 14°29′02,0″E/35,833515 14,483884 | 1884                |         |
| Kościół Wniebowzięcia Najświętszej Maryi Panny | Triq Santa Marija                                           | 35°50′00,2″N 14°29′03,3″E/35,833379 14,484257 | 1885                |         |
| Nisza Wniebowzięcia                            | 4 Triq Dun Ġużepp Caruana / Triq Santa Marija               | 35°49′59,9″N 14°29′02,2″E/35,833312 14,483936 | 1886                |         |
| Kamienny krzyż                                 | Triq Santa Marija / Triq San Pawl                           | 35°50′00,9″N 14°29′03,2″E/35,833588 14,484228 | 1887                |         |
| Statua św. Pawła                               | Triq San Pawl / Triq San Franġisk                           | 35°50′01,1″N 14°29′04,4″E/35,833646 14,484547 | 1888                |         |
| Statua Niepokalanego Poczęcia                  | 48 Triq San Pawl                                            | 35°50′01,3″N 14°29′04,8″E/35,833684 14,484679 | 1889                |         |
| Nisza św. Pawła                                | 80 Triq San Pawl                                            | 35°50′01,4″N 14°29′04,5″E/35,833733 14,484583 | 1890                |         |
| Nisza Matki Boskiej Bolesnej                   | "Id-Dar Ta Qniecel", 2 Triq San Pawl                        | 35°50′06,6″N 14°29′09,9″E/35,835163 14,486077 | 1891                |         |
| Nisza św. Józefa                               | 19 Triq San Ġużepp / Misraħ San Ġużepp                      | 35°49′59,7″N 14°29′06,3″E/35,833261 14,485086 | 1892                |         |
| Nisza św. Jana Ewangelisty                     | "Leroy", Triq San Ġorġ / "Salvinu Flats", Triq Triq Ħlantum | 35°49′59,2″N 14°29′08,5″E/35,833105 14,485681 | 1893                |         |
| Nisza Niepokalanego Poczęcia                   | Triq San Ġwann, Kirkop                                      | 35°50′17,6″N 14°28′59,3″E/35,838220 14,483133 | 1894                |         |